# Сараг
Сараг (лезг. Сараг) — село в Курахском районе Дагестана. Входит в состав сельского поселения Сельсовет «Икринский».

## Географическое положение
Расположено в 19 км к северо-востоку от районного центра с. Курах.

## Население
| 1926 | 1939 | 1970 | 1989 | 2002 | 2010 | 2021 |
| ---- | ---- | ---- | ---- | ---- | ---- | ---- |
| 78   | ↗83  | ↗87  | ↘51  | ↘38  | ↘28  | ↘24  |

Моноэтническое лезгинское село.